# Poltava (tỉnh của Đế quốc Nga)
Tỉnh Poltava (tiếng Nga: Полта́вская губе́рнія, tiếng Ukraina: Полта́вська губе́рнія) hay Poltavshchyna là một tỉnh (guberniya) tại khu vực lịch sử Ukraina tả ngạn của Đế quốc Nga. Tỉnh được thành lập chính thức vào năm 1802 từ tỉnh Malorossiya bị giải thể, khi tỉnh này bị chia giữa tỉnh Chernigov và tỉnh Poltava, trung tâm hành chính là Poltava.

## Hành chính
Tỉnh được phân chia thành 15 uezd (povit):
- Gadyachsky Uyezd (Gadyach – Гадячъ) (Hadiach)
- Zenkovsky Uyezd (Zenkov – Зеньковъ) (Zinkiv)
- Zolotonoshsky Uyezd (Zolotonosha – Золотоноша)
- Kobelyaksky Uyezd (Kobeliaky – Кобеляки)
- Konstantinogradsky Uyezd (Konstantinograd – Константиноградъ) (nay là Krasnohrad)
- Kremenchugsky Uyezd (Kremenchug – Кременчугъ) (Kremenchuk)
- Lokhvitsky Uyezd (Lokhvytsia – Лохвица) (Lokhvytsia)
- Lubensky Uyezd (Lubny – Лубны)
- Mirgorodsky Uyezd (Mirgorod – Миргородъ) (Myrhorod)
- Pereyaslavsky Uyezd (Pereiaslav – Переяславъ)
- Piryatinsky Uyezd (Pyriatyn – Пирятинъ) (Pyriatyn)
- Poltavsky Uyezd (Poltava – Полтава)
- Priluksky Uyezd (Pryluky – Прилуки) (Pryluky)
- Romensky Uyezd (Romny – Ромны)
- Khorolsky Uyezd (Khorol – Хороль)

Hầu hết trong số này nay thuộc tỉnh Poltava của Ukraina, mặc dù một số: Zolotonosha, Krasnohrad, Pereiaslav và Romny hiện lần lượt là một phần của các tỉnh Cherkasy, Kharkiv, Kyiv và Sumy.
Tỉnh Poltava có tổng diện tích 49.365 km², và có dân số 2.778.151 người theo điều tra nhân khẩu của Đế quốc Nga năm 1897. Nó giáp với các tỉnh sau của Nga: Tỉnh Chernigov và tỉnh Kursk ở phía bắc, tỉnh Kiev ở phía tây, tỉnh Kharkov ở phía đông, tỉnh Kherson và tỉnh Yekaterinoslav ở phía nam. Năm 1914, dân số là 2.794.727. Sau khi thành lập CHXHCNXV Ukraina, lãnh thổ được đưa hoàn toàn vào Cộng hòa Xô viết mới. Ban đầu, hệ thống tỉnh được giữ lại mặc dù có các thay đổi bao gồm tỉnh Kremenchug tạm thời được hình thành trên lãnh thổ của nó (tháng 8 năm 1920 – tháng 12 năm 1922), và việc chuyển uezd Pereyaslav cho tỉnh Kiev.
Tuy nhiên, vào ngày 3 tháng 6 năm 1925, tỉnh này bị thanh lý và thay thế bằng năm okrug (vốn đã là phân khu uyezd kể từ ngày 7 tháng 3 năm 1923): Kremenchutsky, Lubensky, Poltavsky, Prylutsky và Romensky (hai okrug còn lại tồn tại trong tỉnh, Zolotonoshsky và Krasnohradsky, cũng đã được thanh lý).

## Thành phố chính

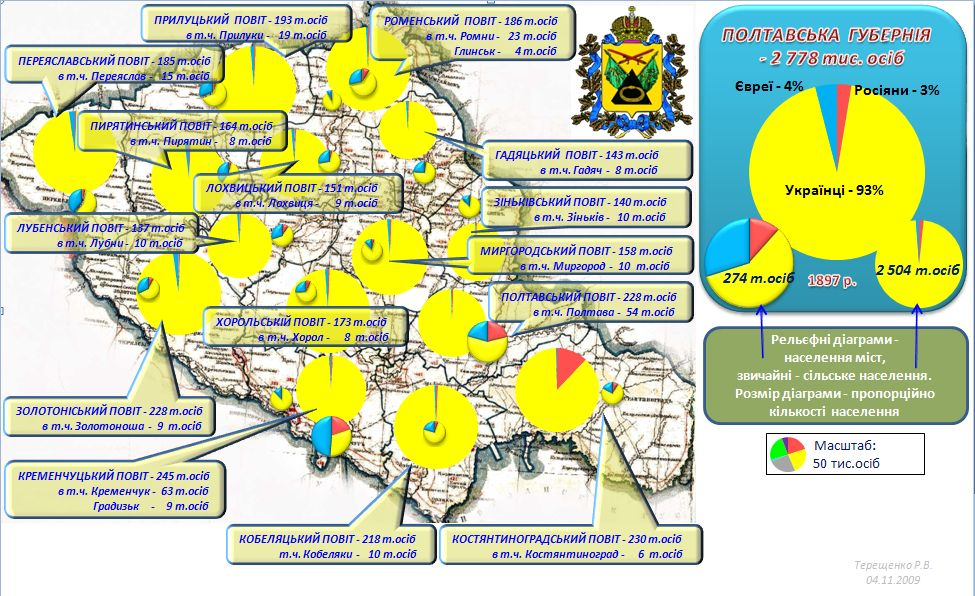
Điều tra nhân khẩu đế quốc năm 1897.

Điều tra nhân khẩu Nga năm 1897, các thành phố có hơn 10.000 người. In đậm là những thành phố có hơn 50.000 dân.
- Kremenchug – 63.007 (người Do Thái – 29.577, người Ukraina – 18.980, người Nga – 12.130)
- Poltava – 53.703 (người Ukraina – 30.086, người Nga – 11.035, người Do Thái – 10.690)
- Romny – 22.510 (người Ukraina – 13.856, người Do Thái – 6.341, người Nga – 1.933)
- Priluki – 18.532 (người Ukraina – 11.850, người Do Thái – 5.719, người Nga – 821)
- Pereyaslav – 14.614 (người Ukraina – 8.348, người Do Thái – 5.737, người Nga – 468)
- Kobeliaki – 10.487 (người Ukraina – 7.708, người Do Thái – 2.115, người Nga – 564)
- Zenkov – 10.443 (người Ukraina – 8.957, người Do Thái – 1.261, người Nga – 187)
- Lubny – 10.097 (người Ukraina – 5.975, người Do Thái – 3.001, người Nga – 960)
- Mirgorod – 10.037 (người Ukraina – 8.290, người Do Thái – 1.248, người Nga – 427)

## Ngôn ngữ
Theo điều tra nhân khẩu đế quốc 1897, in đậm là các ngôn ngữ được nhiều người nói hơn ngôn ngữ nhà nước.

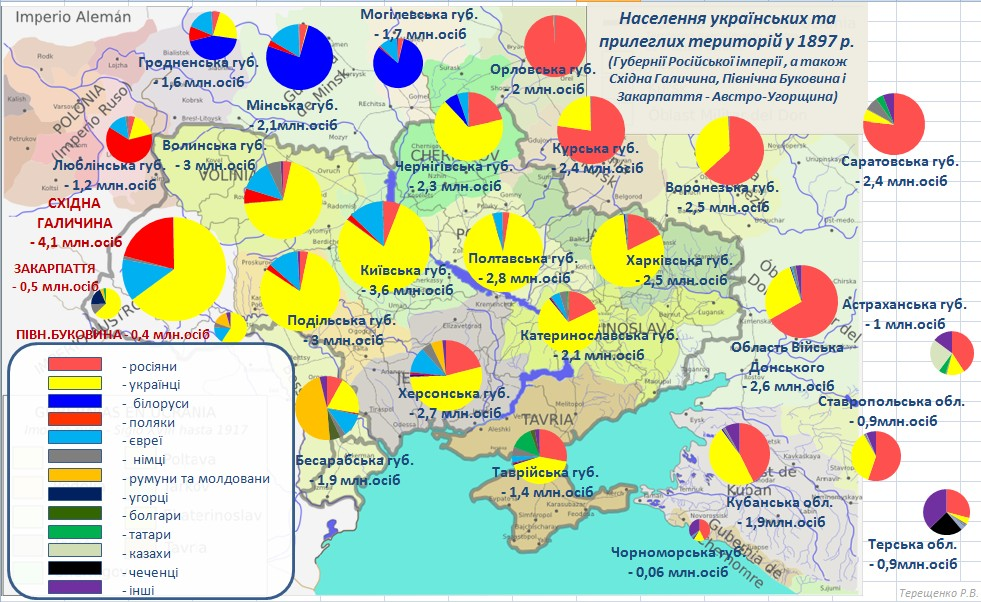
So sánh với các tỉnh khác (1897)

| Ngôn ngữ       | Số lượng  | Tỷ lệ (%) | Nam giới | Nữ giới |
| -------------- | --------- | --------- | -------- | ------- |
| Tiếng Ukraina  | 2.583.133 | 92,98     |          |         |
| Tiếng Yiddish  | 110.352   | 3,97      |          |         |
| Tiếng Nga      | 72 941    | 2,63      |          |         |
| Tiếng Đức      | 4 579     | 0,16      |          |         |
| Tiếng Ba Lan   | 3 891     | 0,14      |          |         |
| Tiếng Belarus  | 1 344     | 0,05      |          |         |
| Không xác định | 92        | <0,01     |          |         |
| Khác           | 1 819     | 0,07      |          |         |

## Tôn giáo
Theo điều tra nhân khẩu đế quốc 1897, tôn giáo chính trong khu vực, gần như là quốc giáo, là Chính thống giáo Đông phương với một số dân theo Do Thái giáo. Các tôn giáo khác trong tỉnh ít phổ biến hơn nhiều.
| Tôn giáo                                      | Số lượng  | Tỷ lệ (%) | Nam giới | Nữ giới |
| --------------------------------------------- | --------- | --------- | -------- | ------- |
| Chính thống giáo Đông phương                  | 2.654.645 | 95,55     |          |         |
| Do Thái giáo                                  | 110.944   | 3,99      |          |         |
| Khác (Công giáo, Giáo hội Luther, Cựu tín đồ) | 12 562    | 0,45      |          |         |